# 콘카 도로역
콘카 도로 역(이탈리아어: Conca d'Oro)은 로마 지하철 B선의 지선인 B1선의 종착역이다. 이 역은 인근 휴양지인 로마 발 달라(Roma Val D'Ala) 옆의 콘카 도로 광장에 위치하고 있으며, 오르테-파라 사비나 역에서 피우미치노 공항으로 향하는 라치오 지역 철도 FR1이 정차하기도 한다.
이 역은 2개 면으로 이루어져 있으며, 2015년에 조니오 역이 개통되어 연장되기 전까지는 종착역이었다.

## 역사적 배경
이 역은 2005년 11월에 건설하기 시작해 2011년 완공했다. 이후, 2012년 6월 13일부터 운행에 들어갔다.

## 시설
콘카 도로 역에는 다음과 같은 시설이 있다.
- 매표소
- 유인 매표소
- 장애인 전용 승차시설
- 엘리베이터
- 에스컬레이터
- 역 감시카메라 (CCTV)
- 스낵 및 음료 자판기
- ATAC 버스 정류장
- 출발/도착 안내 및 광고 스피커
- SOS 시설

## 역 주변
- Monte Sacro
- Zona urbanistica Conca d'Oro
- Parco delle Valli[2]
- Centro Commerciale Porta di Roma